# Bury Tomorrow
Bury Tomorrow ist eine sechsköpfige englische Metalcore-Band aus Southampton. Sie besteht derzeit aus dem Sänger Daniel Winter-Bates, dem Bassisten Davyd Winter-Bates, dem Leadgitarristen Kristan Dawson und dem Schlagzeuger Adam Jackson. Clean-Sänger und E-Gitarrist Jason Cameron verließ die Band im Juli 2021. Zurzeit steht die Band beim Musiklabel Sony Music unter Vertrag. Die neuen Mitglieder sind Gitarrist Ed Hartwell sowie Keyboarder und Clean-Sänger Tom Prendergast.

## Geschichte
Die Band wurde im Jahre 2006 von dem Schlagzeuger Adam Jackson gegründet. Kurz nachdem sich die anderen vier Musiker angeschlossen hatten, veröffentlichten sie 2007 ihre erste EP, The Sleep of the Innocents, im Eigenvertrieb. Am 9. Oktober 2009 brachten Bury Tomorrow bei Basick Records ihr erstes Album, Portraits, auf den Markt. In Amerika und Japan kam das Album erst im März 2010 bei dem Label Artery Recordings heraus. Von diesem Album gab es zwei Single-Auskopplungen: You and I und Her Bones in the Sand. Nach dem Release tourte die Band mehrmals durch USA, Japan und Europa. Im Jahr 2010 brachte die fünfköpfige Band am 6. September ihre zweite EP, On Waxed Wings, auf dem Markt.
Die erste Single aus ihrem zweiten Album war Lionheart und wurde am 8. September 2011 veröffentlicht. Danach spielten sie als Vorband von While She Sleeps auf deren Tour. Kurz vor ihrer Headliner-Tour durch England veröffentlichten sie am 6. Dezember ihre zweite Single, Royal Blood aus dem kommenden Album. Anfang 2012 zogen sich die Fünf ins Studio zurück, um ihr zweites Album aufzunehmen. In der Zeit gaben sie nur wenige Konzerte, um ihr Album zu supporten. Kurz vor Fertigstellung des Albums gab die Band bekannt, dass sie bei Nuclear Blast unterschrieben habe, und gaben das Veröffentlichungsdatum und den Namen ihres zweiten Albums preis: The Union of Crowns. Das Album wurde schließlich am 13. Juli in Europa, am 16. Juli in England und am 17. Juli in Amerika veröffentlicht, mit dem die Band daraufhin auf Tour ging.

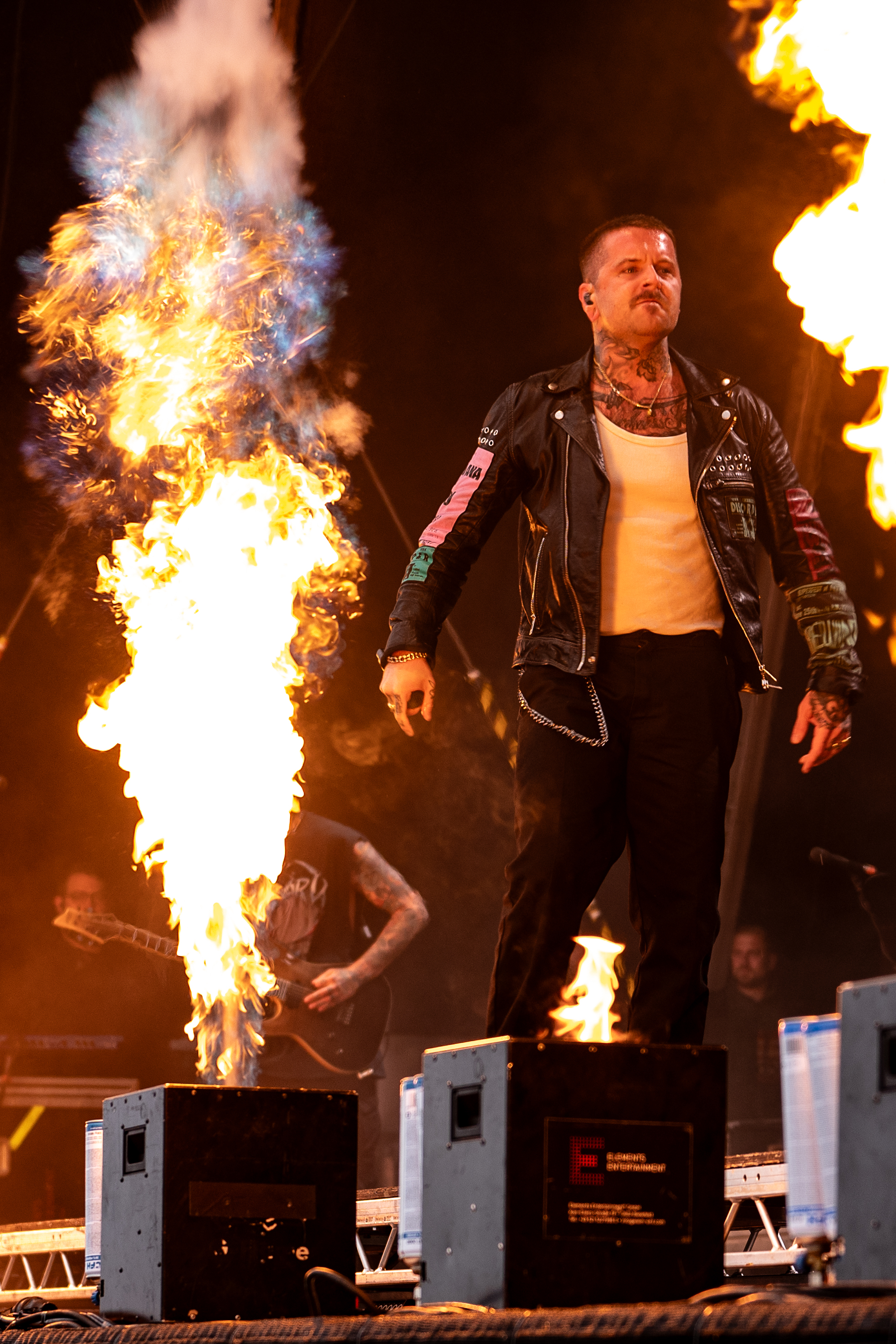
Bury Tomorrow live beim Southside Festival 2024

Ende 2012 ging die Band erneut auf Europa-Tour. Dabei wurde Bury Tomorrow von Bands wie Architects, Deez Nuts, The Acacia Strain, Bleed from Within und Crossfaith unterstützt. Für Mai 2013 wurde eine Skandinavien-Tour bestätigt. Vom 2. bis 11. Mai war die Gruppe in Dänemark, Schweden und Norwegen zu sehen. Am 20. Januar 2013 gab die Band bekannt, dass Lead-Gitarrist Mehdi Vismara die Band verlassen hat und durch Kristan Dawson ersetzt wurde.
Am 24. Februar 2014 veröffentlichten Bury Tomorrow ein Musikvideo zu Man on Fire, der ersten Single aus ihrem neuen Album Runes, welches in Deutschland am 30. Mai 2014 erschien. Auch für die zweite Single Of Glory, welche zum Gratis-Download angeboten war, wurde am 13. Mai ein Musikvideo veröffentlicht. Im selben Jahr wurde die Band bei den Kerrang! Awards in der Kategorie "Best British Newcomer" nominiert.
Am 9. März 2015 gab die Band auf dem sozialen Netzwerk Facebook bekannt, dass sie mit der Produktion des vierten Albums begonnen haben. Am 1. November 2015 veröffentlichten sie ein Musikvideo Earthbound, die Singleauskopplung aus ihren Album Earthbound. Zudem kam am 6. Dezember 2015 das neue Musikvideo für Memories. Das Album erschien am 29. Januar 2016. Darauf folgte die The Earthbound Tour.
Über Instagram wurde am 8. Januar 2018 bekannt, dass Bury Tomorrow an ihrem fünften Studioalbum arbeiteten. Die erste Singleauskopplung Black Flame aus dem gleichnamigen Album wurde am 13. April 2018 veröffentlicht, die zweite Single Knife of Gold folgte am 1. Juni und die dritte Single The Age am 29. Juni. Das Album erschien am 13. Juli 2018. Auf ihren folgenden Touren wurden sie unter anderem von 36 Crazyfists, Crystal Lake, Employed to Serve, Blood Youth und Cane Hill unterstützt. Am 29. November 2019 wurde die Single The Grey (VIXI) veröffentlicht.
Am 10. Januar 2020 wurde das sechste Album Cannibal angekündigt, gleichzeitig erschien die gleichnamige Single. Am 20. Februar wurde Choke veröffentlicht und Better Below folgte am 2. April. Ursprünglich hatte die Band angekündigt, das Album am 3. April zu veröffentlichen. Aufgrund der COVID-19-Pandemie wurde das Erscheinungsdatum jedoch auf den 3. Juli 2020 verschoben. Am 13. Juli 2021 gab Bury Tomorrow auf ihren Social-Media-Kanälen bekannt, dass Clean-Sänger und E-Gitarrist Jason Cameron die Band verlassen hat. An seine Stelle traten Gitarrist Ed Hartwell sowie Keyboarder und Clean-Sänger Tom Prendergast. Am 24. März 2022 erschien die Single DEATH (Ever Colder) und am 1. Juni LIFE (Paradise Denied).
Am 6. Oktober 2022 veröffentlichte Bury Tomorrow die Single Abandon Us und kündigte zugleich das siebte Studioalbum The Seventh Sun an. Die zweite Single Boltcutter folgte am 28. November. Am 15. Februar 2023 wurde die dritte Single Heretic veröffentlicht, die ein Featuring von Loz Taylor, dem Sänger der Band While She Sleeps, enthält. Am 16. März, zwei Wochen vor der Veröffentlichung des Albums, erschien die Single Begin Again. Das Album wurde am 31. März 2023 veröffentlicht. Auf den daraufhin folgenden Touren wurde Bury Tomorrow unter anderem von Siamese, We Came As Romans, Make Them Suffer, Holding Absence, As Everything Unfolds, Hollow Front, Afterlife, Thornhill und Kingdom of Giants unterstützt. Im Mai 2024 begleitete Bury Tomorrow die Band Electric Callboy auf ihrer Tour durch Nordamerika. Die Single Villian Arc wurde am 31. Mai 2024 veröffentlicht.
Am 22. November 2024 erschien die Single What If I Burn zusammen mit der Ankündigung des achten Albums Will You Haunt Me, With That Same Patience.

## Diskografie

### Studioalben
| Jahr | Titel Musiklabel                                   | Höchstplatzierung, Gesamtwochen, AuszeichnungChartplatzierungen (Jahr, Titel, Musiklabel, Platzierungen, Wochen, Auszeichnungen, Anmerkungen) | Höchstplatzierung, Gesamtwochen, AuszeichnungChartplatzierungen (Jahr, Titel, Musiklabel, Platzierungen, Wochen, Auszeichnungen, Anmerkungen) | Höchstplatzierung, Gesamtwochen, AuszeichnungChartplatzierungen (Jahr, Titel, Musiklabel, Platzierungen, Wochen, Auszeichnungen, Anmerkungen) | Höchstplatzierung, Gesamtwochen, AuszeichnungChartplatzierungen (Jahr, Titel, Musiklabel, Platzierungen, Wochen, Auszeichnungen, Anmerkungen) | Anmerkungen                            |
| Jahr | Titel Musiklabel                                   | DE | AT | CH | UK | Anmerkungen                            |
| ---- | -------------------------------------------------- | --- | --- | --- | --- | -------------------------------------- |
| 2009 | Portraits Basick Records                           | — | — | — | — | Erstveröffentlichung: 12. Oktober 2009 |
| 2012 | The Union of Crowns Nuclear Blast                  | — | — | — | — | Erstveröffentlichung: 13. Juli 2012    |
| 2014 | Runes Nuclear Blast                                | — | — | — | UK34 (1 Wo.)UK | Erstveröffentlichung: 26. Mai 2014     |
| 2016 | Earthbound Nuclear Blast                           | DE64 (1 Wo.)DE | — | — | UK36 (1 Wo.)UK | Erstveröffentlichung: 29. Januar 2016  |
| 2018 | Black Flame Smi Col                                | DE19 (2 Wo.)DE | AT45 (1 Wo.)AT | CH22 (1 Wo.)CH | UK21 (1 Wo.)UK | Erstveröffentlichung: 13. Juli 2018    |
| 2020 | Cannibal Smi Col                                   | DE3 (2 Wo.)DE | AT19 (1 Wo.)AT | CH10 (2 Wo.)CH | UK10 (1 Wo.)UK | Erstveröffentlichung: 3. Juli 2020     |
| 2023 | The Seventh Sun Smi Col                            | DE14 (1 Wo.)DE | AT71 (1 Wo.)AT | CH51 (1 Wo.)CH | UK35 (1 Wo.)UK | Erstveröffentlichung: 31. März 2023    |
| 2025 | Will You Haunt Me, With That Same Patience Smi Col | DE12 (1 Wo.)DE | AT44 (1 Wo.)AT | — | UK33 (1 Wo.)UK | Erstveröffentlichung: 16. Mai 2025     |

### EPs
- 2007: The Sleep of the Innocents (Eigenvertrieb)
- 2010: On Waxed Wings (Artery Recordings)

### Singles
- 2007: Casting Shapes
- 2008: Her Bones in the Sand
- 2008: You And I
- 2011: Lionheart
- 2011: Royal Blood
- 2012: An Honourable Reign
- 2012: Knight Life
- 2014: Man on Fire
- 2014: Of Glory
- 2015: Earthbound
- 2016: Last Light
- 2016: Cemetery
- 2017: The Burden
- 2018: Black Flame
- 2018: Knife of Gold
- 2018: The Age
- 2018: More Than Mortal
- 2019: My Revenge
- 2019: The Grey (VIXI)
- 2020: Cannibal
- 2020: Choke
- 2020: Better Below
- 2020: Gods & Machines
- 2022: Death (Ever Colder)
- 2022: Life (Paradise Denied)
- 2022: Abandon Us
- 2022: Boltcutter
- 2023: Heretic (feat. Loz Taylor)
- 2023: Begin Again
- 2024: Wrath
- 2024: Villain Arc
- 2024: What If I Burn
- 2025: Let Go
- 2025: Waiting
- 2025: Forever the Night

### Musikvideos
- 2008: Her Bones in the Sand
- 2011: Lionheart
- 2011: Royal Blood
- 2012: An Honourable Reign
- 2012: Knight Life
- 2013: Sceptres
- 2014: Man on Fire
- 2014: Of Glory
- 2015: Earthbound
- 2016: Last Light
- 2016: Cemetery
- 2018: Black Flame
- 2018: Knife of Gold
- 2018: The Age
- 2018: More than Mortal
- 2019: My Revenge
- 2019: The Grey (VIXI)
- 2020: Cannibal
- 2020: Better Below
- 2022: Death (Ever Colder)
- 2022: Abandon Us
- 2022: Boltcutter
- 2023: Heretic
- 2024: Wrath
- 2024: Villain Arc
- 2024: What If I Burn
- 2025: Let Go

### Featurings
- 2023: Hourglass (feat. Dani Winter-Bates) - Normandie & Bury Tomorrow